# Casa de Coral Gables
La Casa de Coral Gables  es una casa histórica ubicada en Coral Gables, Florida. La Casa de Coral Gables se encuentra inscrito  en el Registro Nacional de Lugares Históricos desde el 13 de abril de 1973.  

## Ubicación
La Casa de Coral Gables se encuentra dentro del condado de Miami-Dade en las coordenadas 25°44′56″N 80°16′26″O / 25.748889, -80.273889.